# Велика награда Индије
Велика награда Индије је трка која је планирана да постане дио светског првенства Формуле 1 2011. године. После неколико месеци преговора, Индијска олимпијска асоцијација (ИОА) и Берни Еклстон су јуна 2007. објавили привремени уговор да Индија угости Формулу 1 2009. године. Међутим, септембра 2007. ИОА је објавила да ће трка дебитовати 2010. Након даљњих договора, Еклстон је најавио у септембру 2008. да ће се прва трка одржати 2011. године.

## Стаза
Трка се одржава на стази Будх интернашонал, 50ак км од Делхија. Стаза је дугачка преко 5 км, а дизајнирао ју је Херман Тилке.

## Победници
| Година | Возач            | Конструктор  | Локација          |
| ------ | ---------------- | ------------ | ----------------- |
| 2013   | Себастијан Фетел | Ред Бул Рено | Будх интернашонал |
| 2012   | Себастијан Фетел | Ред Бул Рено | Будх интернашонал |
| 2011   | Себастијан Фетел | Ред Бул Рено | Будх интернашонал |